# 奧利維埃·帕希斯
奧利維埃·帕希斯（Olivier Patience，1980年3月25日—）是一位法國職業網球運動員，1998年轉職業。

## 外部連結
- 奧利維埃·帕希斯（英文/西班牙文）的官方資料
- 奧利維埃·帕希斯的國際網球總會 職業／青少年 官方資料（英文）
- 奧利維埃·帕希斯的官方資料（英文）